# Timo Jouko Hermann
Timo Jouko Herrmann (Heidelberg, 22 de setembre de 1978) és un compositor, musicòleg i director d'orquestra alemany.
Va estudiar composició amb Ulrich Leyendecker i musicologia amb Hermann Jung a la Hochschule für Musik und Darstellende Kunst Mannheim. Durant els seus estudis, va rebre més influència de compositors com Hermann Schäfer, Krzysztof Meyer, Detlev Glanert, Roberto Doati i Wladimir Sagorzew. Herrmann es doctorà per la seva tesi sobre Antonio Salieri i les seves obres d'escena alemanya. El seu redescobriment de la cançó perduda d'alegria Per la recuperació de salutació d'Ofelia K. 477a de Salieri, Mozart i Cornetti a la fi de 2015 li va portar una atenció mundial. Entre altres, Herrmann va crear obres per a l'Orquestra de Gewandhaus de Leipzig, el conjunt de vent de Harmonia de Leipzig, l'Orquestra Simfònica de Heidelberg i l'Orquestra Filharmònica de Heidelberg. A més, va rebre comissions de festivals com la Biennal de Heidelberg per a la Música Contemporània, el SYLTARTFESTIVAL i la sèrie de concerts per a la música contemporània contrapunt a Speyer. El Teatre de Heidelberg va estrenar diverses de les seves obres escèniques, entre elles l'òpera de cambra Unreine Tragödien und aussätzige Dramatiker i les seves contribucions al projecte Das neue Wunderhorn dirigit per Cornelius Meister. L'òpera de cambra de Herrmann a Shakespeare's Hamlet, encarregada per l'Opernhaus Dortmund, es va estrenar al febrer de 2017 i es va presentar amb un gran èxit.
Les seves composicions són publicades per Verlag Neue Musik Berlin i per Friedrich Hofmeister Musikverlag Leipzig. A més de la seva professió com a compositor, Herrmann també actua com a violinista i director d'orquestra. Col·labora regularment amb el pianista Martin Stadtfeld, el baix-baríton Falk Struckmann, l'Orquestra de Mannheim Mozart i l'Orquestra Simfònica de Heidelberg, així com la Sinfonietta Leipzig.
Des del 2009 ha estat director d'art del festival de música clàssica Walldorfer Musiktage a la seva ciutat natal de Walldorf.

## Premis i beques (selecció)
Ha guanyat molts premis durant molt de temps. Són els següents:
- Premi de composició de SAP SE i la ciutat de Walldorf (2001)
- Beca de la Fundació Wilhelm Müller Mannheim (2001)
- Competència de composició Goethe vs. Schiller del Goethe-Institut Heidelberg-Mannheim (2005)
- Gebrüder-Graun-Preis (2005)
- Finalista de Berliner Opernpreis (2006)
- Beques musicals en viu ara (2006-2010)
- Junge-Ohren-Preis per Das Neue Wunderhorn (2007)
- Finalista Soli fan tots a Hessischen Staatstheaters Darmstadt (2011)
- Placa commemorativa al portal principal del monestir de Sant Joaquín i Sta. Ana a Valladolid amb motiu de l'estrena espanyola de Per la recuperació saluda d'Ofelia (2016)

- Membre honorari de l'Associació Cultural Antonio Salieri (2016)

## Composicions (selecció)
- Zeiten wie Perlenschnüre per mezzo-soprano, clarinet, banya, violí i violoncel (2001)
- Thränen in schwerer Kranckheit per soprano, banya anglesa, violí i piano (2002)
- Andraitx - Flors de magrana per baríton, piano, quartet de corda i contrabaix (2003/2010)
- Unreine Tragödien und aussätzige Dramatiker - L'òpera de cambra després d'Anton Chekhov (2003/04)
- Mit Menschen- und mit Engelszungen per soprano, baríton, cor i orquestra (2004)
- Monolog des Leicester - Melodrama per a dos narradors, clavicèmbal, piano, violí, violoncel i percussió (2005)
- Schwanengesang - Drama dramàtic en un acte després d'Anton Chekhov (2006)
- Chiasmus & Oxymoron - Dues figures retòriques per a orquestra (2007)
- L'ombre de Dinorah per a clarinet baix i orquestra (2008)
- Morfina per a soprano / alto saxòfon i orquestra (2009)
- Skiatographie per al quartet de saxofon (2009)
- Jakobs Kampf am Jabbok per a mezzo-soprano, violoncel i òrgan (2009/10)
- Sonata per a guitarra i arpa (2009/10)
- Tempus fugit per a violí i violoncel (2010)
- Salm 32 per a quartet de baríton i piano (2011)
- Narkissos - Fantasia mitològica per a orquestra (2012)
- Penthos per a flauta alta, violí, violoncel i piano (2013)
- Fabelhafte Welt - Cinc flors després de Jean de La Fontaine per a narrador, flauta (alta flauta / piccolo), banya anglesa (oboè), clarinet baix (basset horn), violoncel i contrabaix (2014/15)
- Tres peces per a clarinet baix (2014/2015/2016)
- ... sur un object trouvé - Caprice n. ° 1 per a violí i clarinet baix (2015)
- Nature morte - Still Life with Ginkgo Leaf - Caprice No. 2 per a violí i clarinet baix (2015)
- La lira d'Orfeo für Guitarra sola (2015/16)
- La lira d'Orfeo für Guitarra sola (2015/16)
- Hamlet - Sein oder Nichtsein - Kammeroper auf einen Text von André Meyer und Kirstin Howein von William Shakespeare (2016)
- Fünf Intermèdes zu Roland Dubillards Schauspiel Madame fait qu'elle dit für Kontrabass und Klavier (2017)

## Publicació (selecció)
- Sonatine für Gitarre und Harfe (Cantate Musicaphon)
- Sonatine für Gitarre und Harfe (Verlag Neue Musik)
- Drei Miniaturen für drei Gitarren (Verlag Neue Musik)
- La Lira d'Orfeo für Guitarra sola (Cantate Musicaphon)
- La Lira d'Orfeo für Gitarre solo (Verlag Neue Musik)
- Drei Stücke für Bassklarinette solo (Friedrich Hofmeister Musikverlag)
- Andraitx - Flors de magrana (Darling Publications)
- Fünf Intermèdes für Kontrabass und Klavier (Farelive)
- Per la recuperació de salut d'Ofelia - Erstausgabe (Friedrich Hofmeister Musikverlag)
- Antonio Salieri und seine deutschsprachigen Werke für das Musiktheater (Friedrich Hofmeister Musikverlag)
- Die Gitarrenwerke von Ulrich Leyendecker, a: Gitarre aktuell - Heft 02/2010, 2010.
- Spätromantik, Orientalismus und Moderne - Betrachtungen zur Musiksprache der Oper Schahrazade von Bernhard Sekles, in: mr-Mitteilungen - Nr. 82, 2013.